# 尾宿八
尾宿八(λ Sco / 天蝎座λ) 是天蝎座的第二亮星，也是夜空中最亮的星之一。虽然尾宿八是天蝎座第二亮星，但其在拜耳命名法中被命名为λ。其英文俗名Shaula来自阿拉伯语الشولاء al-šawlā´，意为“翘起的尾巴”，因为其形成了蝎子（天蝎座）的尾巴。